# Шел Лејк (Висконсин)
Шел Лејк (енгл. Shell Lake) град је у америчкој савезној држави Висконсин.

## Демографија
По попису из 2010. године број становника је 1.347, што је 38 (2,9%) становника више него 2000. године.
| Група             | 2000.         | 2010.         |
| Белци             | 1.280 (97,8%) | 1.310 (97,3%) |
| Афроамериканци    | 1 (0,1%)      | 2 (0,1%)      |
| Азијати           | 1 (0,1%)      | 4 (0,3%)      |
| Хиспаноамериканци | 13 (1,0%)     | 8 (0,6%)      |
| Укупно            | 1.309         | 1.347         |